# Imre magyar király
Imre (horvátul: Emerik), (Székesfehérvár, 1174 – Esztergom, 1204. november 30.) Magyarország királya 1196-tól, szerb király 1201-től, 1204-es haláláig. III. Béla király és Châtillon Anna királyné, antiokheiai hercegnő elsőszülött fia. Apja még életében ifjabb királlyá koronáztatta, hogy biztosítsa számára a trónt, Imre ennek ellenére fivérével, a későbbi II. Andrással többször összetűzésbe került, mivel a herceg folyamatosan fellázadt uralma ellen. Apjához hasonlóan Imre király annak érdekében, hogy fia, László utódlását biztosítsa, az ötéves gyermeket ifjabb királlyá koronáztatta, majd megeskette Andrást, hogy mindenben álljon ki László mellett. Imre halála után ugyan fia került a trónra, de az ifjú király hatévesen meghalt, így a korona végül András fejére került.

## Élete

### Hatalomra kerülése
Fiatalkoráról kevés forrás maradt fenn. Annyi biztos, hogy nevelője egy Bernát nevű, Perugiában tanult káplán volt. Bernát 1192-ben érkezett Magyarországra Gergely pápai legátussal, és III. Béla ekkor bízta meg fia nevelésével. Imre befolyásának hatására 1200 körül Spalato érsekévé választották Bernátot. 1182. május 16-án – apja halála előtt tizennégy évvel – Miklós esztergomi érsek megkoronázta Imrét. Az Árpád-kori magyar történelemben nem volt gyakori, hogy a trónörököst még az apa (vagy előd) uralkodása idején megkoronázzák. 1182 előtt két ilyen eset fordult elő: Salamon 1057. évi és II. István 1105. évi koronázására az Imre koronázásakor az országot jellemzőnél lényegesen kiélezettebb belpolitikai helyzetben került sor.
Ha Bélának volt kitől tartania, akkor az a börtönben tartott testvére, Géza herceg volt. A koronázás után Imre nem kapott tényleges hatalmat, nem lett sem társuralkodó, sem egy országrész élén álló herceg. 1194-ben azonban – feltehetően az egyre erősödő magyar előkelők nyomására – Béla Imre hercegre bízta Dalmácia és Horvátország kormányzását. III. Béla 1196. április 24-én meghalt, és Imre akadálytalanul foglalhatta el a királyi trónt. Öccse, András herceg azonban hamarosan hatalmi igényekkel lépett fel.

### Imre és András viszálya
Végrendeletében III. Béla Imrére hagyta az országot. Andrásra – területi hatalom nélkül – várakat, nagy birtokokat és sok pénzt hagyott. András örökségéhez tartozott még az a kötelezettség is, hogy vezesse Jeruzsálem visszafoglalására azt a keresztes hadat, amelynek fővezéri tisztét apjának kellett volna betöltenie. András azonban a rábízott pénzt eltékozolta, majd 1197-ben fegyverrel támadt bátyja ellen, és a szlavóniai Macskinál legyőzte. E sikerének köszönhetően nyerte el – bátyjához és apjához hasonlóan – a dalmát-horvát hercegséget. Az Árpád-kori magyar történelemben már addig is előfordult, hogy a családtag trónkövetelő a törvényes király ellen támadt, ehhez azonban minden esetben idegen uralkodó segítségét kellett igénybe vennie. András lázadása volt az első eset, hogy a lázadó fél pusztán az egyre erősödő hazai arisztokráciára támaszkodott.
III. Ince pápa 1198 elején levélben szólította fel Andrást vállalt kötelezettségének teljesítésére, és arra, hogy tartsa tiszteletben bátyja jogait. András nem törődve a pápai intéssel a tengermelléki részeken önálló uralkodóként rendezkedett be és nekilátott a főhatalom megszerzésére irányuló szervezkedésnek. A tervezett összeesküvés azonban lelepleződött és a Somogy vármegyei Rádnál vívott újabb ütközet 1199-ben Imre győzelmével végződött. András VI. Lipót osztrák herceghez menekült, és a két testvér végül 1200-ban, a pápa közbenjárására békült ki. Megegyeztek, hogy együtt vonulnak a Szentföldre, és távollétükben az osztrák herceg kormányozza az országot, András visszakapja hercegségét, és aki tovább él, örökli a másik területeit.
A szentföldi hadjárat azonban nem jött létre, de a belső fegyvernyugvás alkalmat teremtett Imrének a külországi hódításhoz. Beavatkozott a szerb Nemanja István és Vukán belháborújába. 1201-ben fegyveresen hatolt Szerbiába, Istvánt legyőzte, helyébe Vukánt ültette a nagyzsupáni székbe, maga pedig felvette a Szerbia királya címet. A bolgárok ellen 1202-ben kivívott győzelme után egy ideig a Bulgária királya címet is használta.
Imre beavatkozott a német belviszályokba is, a pápapárti IV. Ottót fegyveresen támogatta Sváb Fülöp ellenében. A boszniai bogumil eretnekek ellen is sikerrel lépett fel.
Ennek ellenére a pápa és Imre viszonya nem volt felhőtlen, mivel mindketten szerették volna kiterjeszteni befolyásukat Bulgáriára, illetve III. Ince pápa szorgalmazta a keresztes hadjáratot, és a magyar részvételt. Időközben azonban (1203-ban) Imre testvérét, Andrást az időközben megszületett trónutód — a későbbi III. László — elismerésére szólította fel. Ez kiváltotta András újabb fegyveres felkelését, amelyhez Imréénél nagyobb erőt tudott felvonultatni. A szemben álló csapatok már fel is sorakoztak Varasd mellett, de az egyik forrás szerint Imre fegyvertelenül, egy pálcával a kezében fogta el saját táborában Andrást, majd börtönbe vetette. Azonban az ún. "varasdi jelenet" megtörténtét a korral foglalkozó szaktörténészek megkérdőjelezik.
Andrást hívei hamarosan kiszabadították. Ekkortól Imre legfontosabb célja az volt, hogy fia törvényes trónutódlását biztosítsa. 1204. augusztus 26-án János kalocsai érsek a pápa felhatalmazásával megkoronázta III. Lászlót. III. Ince azzal a feltétellel adta hozzájárulását, hogy a kisgyermek helyett apja tegyen esküt a pápaság iránti engedelmességre és a magyarországi egyház támogatására.

### Halála
Imre célját elérte, de fiatal kora ellenére közeledni érezte a halált. Fia kiskorúsága idejére Andrást bízta meg az ország kormányzásával és esküt tétetett vele, hogy a kis uralkodóhoz hű lesz. Pénzének csak egyharmadát hagyta fiára, a másik kétharmadot a templomos és johannita rendnek adományozta. Egerben temették el.

## Galéria

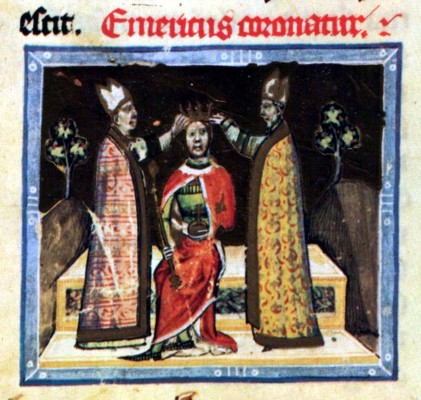
Imre koronázása Fehérvárott (Képes krónika)
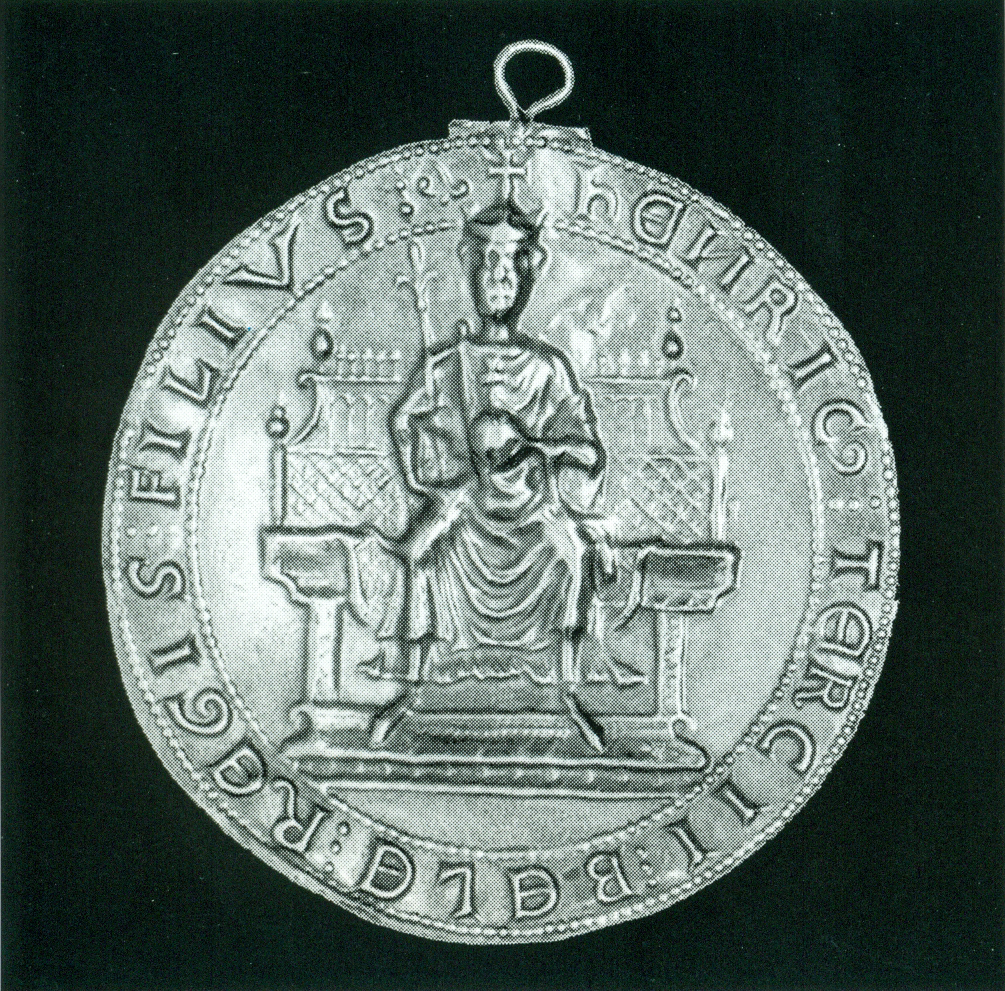
Imre királyi pecsétje
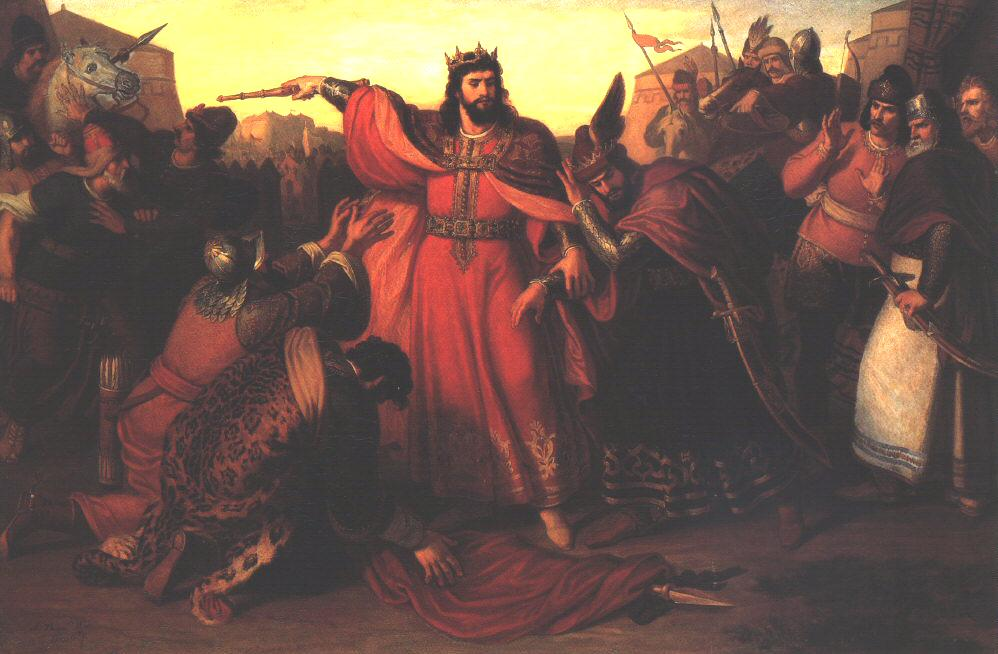
Than Mór: Imre elfogja lázadó testvérét, Endrét
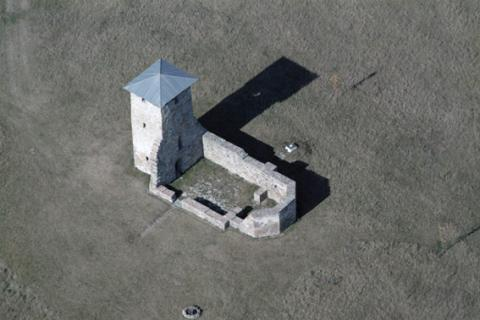
A soltszentimrei templom maradványai